# Lynsey de Paul
Lynsey de Paul, född Lynsey Monckton Rubin den 11 juni 1948 i London, död 1 oktober 2014 i London, var en brittisk låtskrivare och sångare. Lynseys första hit var "Storm in a Teacup" 1972, och några månader senare hennes egenskrivna låt "Sugar Me". Lynsey de Paul medverkade tillsammans med Mike Moran i Eurovision Song Contest 1977 med låten "Rock Bottom" och slutade där tvåa.
De Paul drabbades av hjärnblödning på morgonen den 1 oktober 2014 och dog på ett sjukhus i London.

## Diskografi
Studioalbum
- Surprise (1973)
- Taste Me... Don't Waste Me (1974)
- Love Bomb (1975)
- Tigers and Fireflies (1979)
- Before You Go Tonight (inspelad 1976) (1990)
- Just a Little Time (1994)

Singlar (urval)
- "Storm in a Teacup" (1972)
- "Sugar Me" (1972)
- "Getting a Drag (1972)
- "All Night" (1973)
- "Won't Somebody Dance With Me" (1973)
- "Ooh I Do" (1974)
- "No Honestly" (1974)
- "My Man and Me" (1975)
- "Rock Bottom" (med Mike Moran) (1977)